# Karl von Steininger (Offizier)
Karl von Steininger (* 17. August 1772 in Netschetin, Böhmen; † 5. Oktober 1841 in Orlat, Siebenbürgen) war ein kaiserlich-österreichischer Feldmarschallleutnant und zuletzt Festungs- und Stadtkommandant von Venedig.

## Leben und Wirken
Karl von Steininger wurde am 17. August 1772 in Netschetin (Böhmen) in eine am Beginn des 18. Jahrhunderts im Rheinland ansässige kurfürstlich-mainzische Beamtenfamilie geboren. Sein Vater, der eigentlich einen geistlichen Beruf ausüben sollte, verließ das Priesterseminar vorzeitig und trat in weiterer Folge der kaiserlichen Armee bei. Er wurde mehrmals verwundet, geriet in Gefangenschaft und beendete seine Laufbahn als Hauptmann. In den nachfolgenden drei Generationen befand sich jeweils ein hervorragender General, wovon der Sohn Karl der erste in dieser Reihe war. 
Nach dem Besuch der Theresianischen Militärakademie in Wiener Neustadt 1783 wurde Karl Steininger im Jahre 1790 als 18-Jähriger zum Infanterieregiment No. 47 ausgemustert. In den Jahren 1801 bis 1805 fungierte er als Adjutant des Feldmarschalls Ferdinand Friedrich August von Württemberg. Am 1. Februar 1806 wurde er Oberst und Generaladjutant bei der Armee in Deutschland, stieg fast auf den Tag genau drei Jahre später, am 15. Februar 1809 zum Generalmajor auf und wurde Generaladjutant im Hauptquartier Erzherzog Carl. Unter dem Erzherzog wurde er während der Schlacht bei Aspern (21. bis 22. Mai 1809), die als erste Niederlage Napoleons auf dem Schlachtfeld galt, verwundet. Im Jahre 1814 fungierte er als Brigadier in Pest und stieg 1826 zum Feldmarschallleutnant auf, dann wurde er Divisionär in Klagenfurt. Seine Laufbahn beendete er als Festungs- und Stadtkommandant von Venedig und als Geheimer Rat; Positionen, die er ab dem Jahre 1835 innehatte. Am 5. Oktober 1841 starb von Steininger 69-jährig in der Ortschaft Orlat in Siebenbürgen.
Sein gleichnamiger Sohn (1804–1867) und sein gleichnamiger Enkelsohn (1847–1929) waren, wie bereits erwähnt, ebenfalls hochrangige Militärpersonen, die zum Ende ihrer Laufbahn hin als Generale im Einsatz waren.